# Actions Semiconductor
Actions Semiconductor Co. Ltd. (chiń. 炬力集成電路設計有限公司) – chińskie przedsiębiorstwo z branży półprzewodnikowej. Zostało założone w 2000 roku, a swoją siedzibę ma w Zhuhai (prowincja Guangdong).
Actions Semiconductor projektuje układy scalone do zastosowania w tabletach, odtwarzaczach audio, ramkach do wyświetlania zdjęć i innych urządzeniach elektronicznych.
Przedsiębiorstwo zatrudnia około 600 osób.